# 奥村恒哉
奥村 恒哉（おくむら つねや、1927年1月25日 - 1991年）は、日本の国文学者。専攻は平安時代文学。

## 来歴・人物
京都府宇治市生まれ。島根県出身。松江高等学校を経て、京都大学文学部卒業。和歌を中心に研究。鹿児島県立短期大学教授を長年務めた。

## 著書
単著
- 『古今集・後撰集の諸問題』風間書房、1971年
- 『歌枕』平凡社選書、1977年
- 『古今集の研究』臨川書店、1980年
- 『歌枕考』筑摩書房、1995年

校注
- 『古今和歌集』新潮社<新潮日本古典集成>、1978年
- 『八代集』全4巻、平凡社<東洋文庫>、1986年 - 1988年